# Johan Printz väg

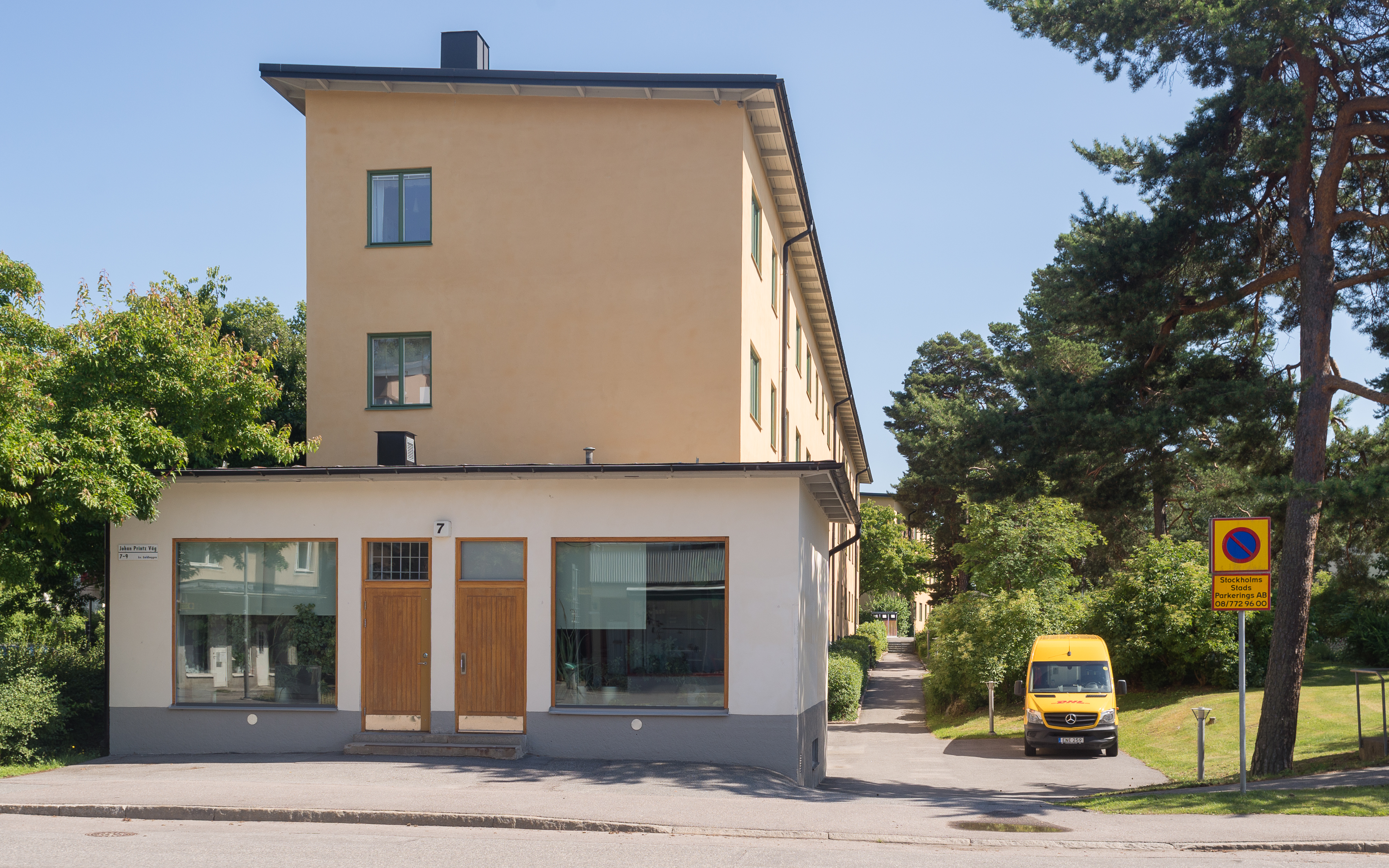
Johan Printz väg i juli 2020.

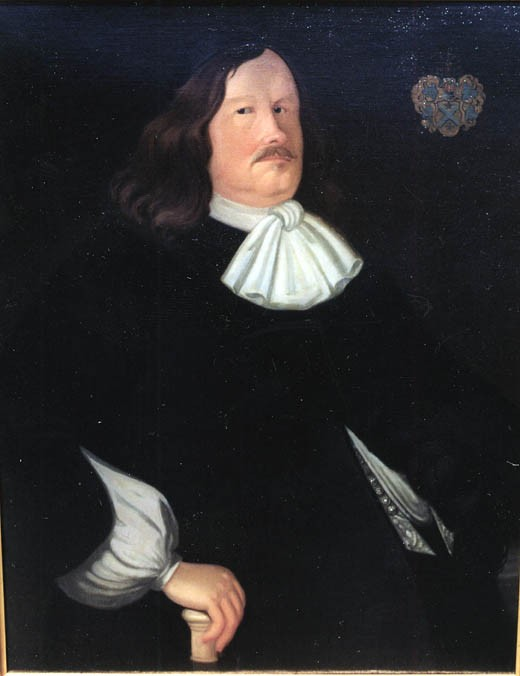
Porträtt av guvernören Johan Printz (1592-1663). Målning av okänd konstnär i Bottnaryds prästgård.

Johan Printz väg är en gata i Hammarbyhöjden i sydöstra Stockholm. Gatan är en smalhusstadsliknande väg med tidstypiska 1930-tals hus och har postorten Johanneshov.
Gatan fick sitt namn 1936 efter den svenska ämbetsmannen och militären Johan Printz.